# Tylon
Tylon (Tilo) (ur. ?, zm. po 22 maja 1295) – bliski współpracownik, notariusz, następnie protonotariusz ostatniego wielkopolskiego Piasta Przemysła II, prepozyt santocki.
Tylon pochodził z rodziny mieszczańskiej. Jego rodzonymi braćmi byli inni pisarze Przemysła: Jaśko, Mikołaj (późniejszy kanonik poznański), Jakub (kanonik oraz notariusz biskupa poznańskiego). Mieli oni jeszcze piątego brata Stefana, który był również kanonikiem poznańskim.
Na urzędzie notariusza książęcego Tylon występuje dowodnie w latach 1273–1286, by w 1286 r.zostać kapelanem księcia i protonotariuszem. Z nieznanych przyczyn wkrótce potem Tylon odszedł z kancelarii Przemysła II i został (zapewne dzięki poparciu księcia) prepozytem santockim. Odejście na nowy urząd nie przeszkodziło jednak Tylonowi w dalszym ciągu przebywać blisko dworu, gdyż także po odejściu na urząd prepozyta występuje on często w dokumentach Przemysła, jako świadek czynności prawnych.
Przez cały okres panowania Przemysła II z jego kancelarii wyszło ponad 200 dyplomów, z czego co najmniej jedna trzecia została sporządzona przez Tylona. W znanych dokumentach władcy pojawia się on zresztą aż 80 razy.
W 1285 r. na polecenie Przemysła II Tylon wyruszył do Szwecji z oficjalną misją sprowadzenia dla władcy małżonki - Ryksy. Niestety nie wiemy, czy poselstwo dotarło na dwór królów szwedzkich morzem z Gdańska, Szczecina, czy też może poprzez cieśniny duńskie. W każdym razie poselstwo 17 sierpnia 1285 r. musiało być już w drodze, skoro dokument wydany w tym dniu został sporządzony przez kanonika poznańskiego Jakuba. 11 października odbył się w szwedzkim Nyköping ślub per procura, podczas którego Tylon zastępował księcia.
Za sprowadzenie małżonki i trudy podróży Przemysł nadał Tylonowi 9 września 1286 r. Giecz, uwalniając obdarowanego od wszelkich ciężarów i powinności, pozwalając jednocześnie lokować miejscowość na prawie niemieckim.
Po 22 maja 1295 r. Tylon znika ze źródeł, być może wkrótce po tej dacie zmarł.